# TuS Helene Essen
Maillots
Dernière mise à jour : 24 mars 2011.
Le TuS Helene Essen est un club allemand de football localisé dans la commune d'Altenessen à Essen en Rhénanie du Nord-Westphalie.

## Histoire

Ancien logo du TuS Helene Altenessen

Le club fut fondé en 1928 sous l'appellation Werks-TuS Helene Altenessen. En 1934, il fusionna avec le TuS Sälzer-Amalie Essen pour former le Turn-und Sportverein Helene Altenessen ou TuS Helene Altenessen. Les appellations de ces clubs, comme plusieurs autres dans la région (exemple: TuRa 1886 Essen à sa création) faisaient référence à "Helène Amalie Krupp", cofondatrice du groupe industriel du même nom.
En 1939, le TSV Amalie Essen rejoignit le club. L'année suivante, le club conquit le titre de la Bezirksklasse Niederrhein et accéda à la Gauliga Niederrhein, une des seize ligues créées sur ordre des Nazis, dès leur arrivée au pouvoir en 1933. Le TuS Helene Altenessen remporta la Gauliga Niederrhein en 1941. Lors de la phase finale nationale, il termina 3e sur 4 d'un groupe remporté par le VfL 1899 Köln.
En 1944 en raison de l'évolution, de la Seconde Guerre mondiale, le TuS Helene Altenessen constitua une Association sportive de guerre (en allemand : Kriegspielgemeischaft - KSG) avec l'Essener SC Preussen pour jouer sous l'appellation de KSG Helene/Preussen Essen. alongside Essener Sportclub Preußen. Cette KSG ne joua que deux rencontres, puis l'avancée de la guerre arrêta les compétitions.
En 1945, le club fut dissous par les Alliés, comme tous les clubs et associations allemands (voir Directive n°23). Il fut rapidement reconstitué sous la dénomination de VfR 1928 Essen. il reprit son nom de TuS Helene Essen en 1948.
Entre 1948 et 1956, le club évolua en Amateurliga Niederrhein, mais ne fut plus de taille à rivaliser avec les autres clubs locaux. 
Dans les années 1980, le TuS Helene Essen connut trois montées consécutives pour arriver en Verbandsliga Niederrhein, à cette époque le 5e niveau de la hiérarchie du football ouest-allemand. Il y séjourna trois saisons puis redescendit vers les ligues inférieures.
En 2008, le cercle monta en Landesliga Niederrhein (niveau 5). Mais il ne put s'y maintenir.
En 2010-2011, le TuS Helene Essen évolue en Bezirksliga Niederrhein (Groupe 6), soit au 8e niveau de la hiérarchie de la DFB.

## Palmarès
- Champion de la Gauliga Niederrhein: 1941.

## Stade
Le TuS Helene Altenessen joua au Helene-Stadion de la Bäuminghausstrasse qui eut une capacité initiale de 25 000 places. Après 1939, l'enceinte fut connue sous le nom de Schollbrank. Depuis 2001, elle peut accueillir 11 000 personnes.